# Orthemis plaumanni
Orthemis plaumanni is een libellensoort uit de familie van de korenbouten (Libellulidae), onderorde echte libellen (Anisoptera).
De wetenschappelijke naam Orthemis plaumanni is voor het eerst geldig gepubliceerd in 1950 door Buchholz.